# (37803) 1997 YY
1997 YY (asteroide 37803) é um asteroide da cintura principal. Possui uma excentricidade de 0.21645830 e uma inclinação de 4.15292º.
Este asteroide foi descoberto no dia 20 de dezembro de 1997 por Takao Kobayashi em Oizumi.